# Металлический шторм: Крах Джаред-Сина
«Металлический шторм: Крах Джаред-Сина» (англ. Metalstorm: The Destruction Of Jared-Syn) — фантастический фильм в жанре постапокалиптики.

## Сюжет
Странствующий в постапокалиптическом мире герой Доджен спасает Дьяну после того, как её отца убил злодей Джаред-Син. Чтобы отомстить, Доджену необходимо найти укрытие Джаред-Сина в таинственном Потерянном городе, но только старый, измученный Родс знает туда дорогу. По пути им предстоит сразиться с охотником Баалом и его слугами-циклопами, чтобы втянуть Джаред-Сина в решающую битву.